# Wang Tifu
Wang Tifu (chinesisch 王替夫, Pinyin Wáng Tìfū; * 1911 in Jilin; † 2001 in Harbin) war ein chinesischer Diplomat im Dienste Mandschukuos, der zwischen 1939 und 1940 an der mandschurischen Gesandtschaft in Berlin 12.000 Transitvisa für Juden ausstellte. Wie der ihm vorgesetzte Gesandte Mandschukuos in Berlin Lü Yiwen trat Wang 1938 seinen Dienst in Deutschland an, ohne zuvor das Land bereist zu haben.
1944 kehrte Wang aus Europa nach Hsinking (heute Changchun) zurück. Eigenen Angaben zufolge behandelten ihn die sowjetischen Truppen, die im Folgejahr in der Operation Auguststurm Mandschukuo eroberten zunächst wohlwollend. Nach Eintreffen der Kuomintang-Truppen drohte Wang eine Verfolgung als Kollaborateur.
Aufgrund von Spionagevorwürfen wurde er 1945 nach Tschita in ein Arbeitslager verschickt, aus dem er erst 1956 nach China zurückkehrte. In der nun gegründeten Volksrepublik unterrichtete Wang Fremdsprachen, bis er 1988 seine Memoiren veröffentlichte. In den 1990er- und 2000er-Jahren folgten weitere Veröffentlichungen zu und mit ihm, auch im Rahmen von Oral-History-Unternehmungen. Für seinen Einsatz in der Vergabe von Transitvisa wurde Wang mit Oskar Schindler verglichen. Anders als die Diplomaten He Fengshan und Sugihara Chiune, die im Dienste Chinas und Japans ebenfalls Visa an Jüdinnen und Juden erteilten, ist Wang nicht als Gerechter unter den Völkern geehrt.